# Gorzów Wielkopolski
Gorzów Wielkopolski [ˈgɔʒuf vʲɛlkɔ'pɔlski]ⓘ (deutsch Landsberg an der Warthe) ist eine Großstadt in der polnischen Woiwodschaft Lebus. Die Stadt ist Sitz des Woiwoden; die Regierung und das Parlament der Woiwodschaft haben ihren Sitz hingegen in Zielona Góra.

## Geographische Lage
Die Stadt liegt am Fluss Warthe auf einer Höhe von 19-82 m ü. M., rund 80 Kilometer nordöstlich von Frankfurt (Oder) und 130 Kilometer nordwestlich von Posen. Küstrin (Kostrzyn nad Odrą) ist etwa 45 Kilometer entfernt. Nördlich und südlich des Stadtgebiets erstrecken sich weitläufige Waldgebiete.

## Geschichte

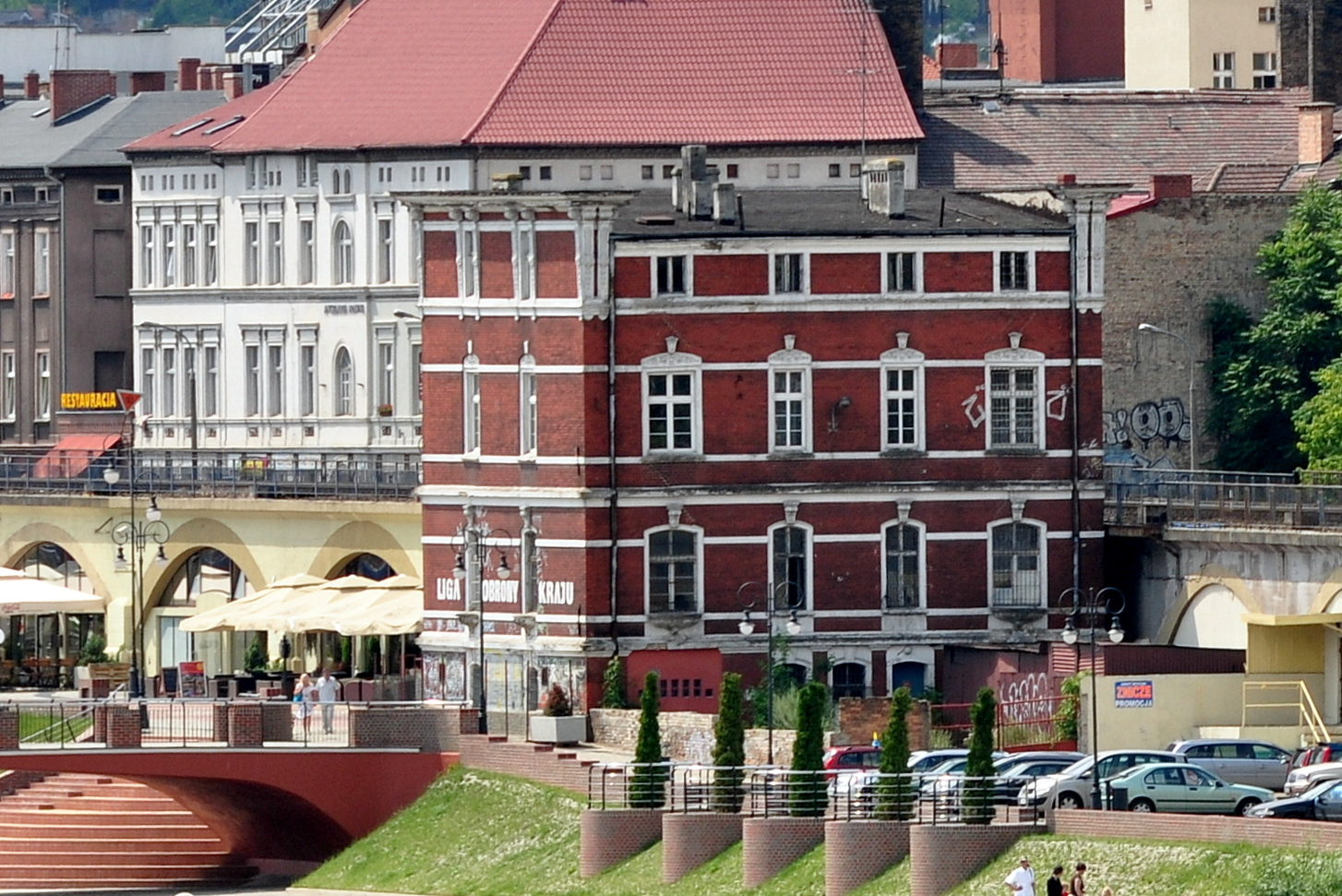
Altes Gebäude

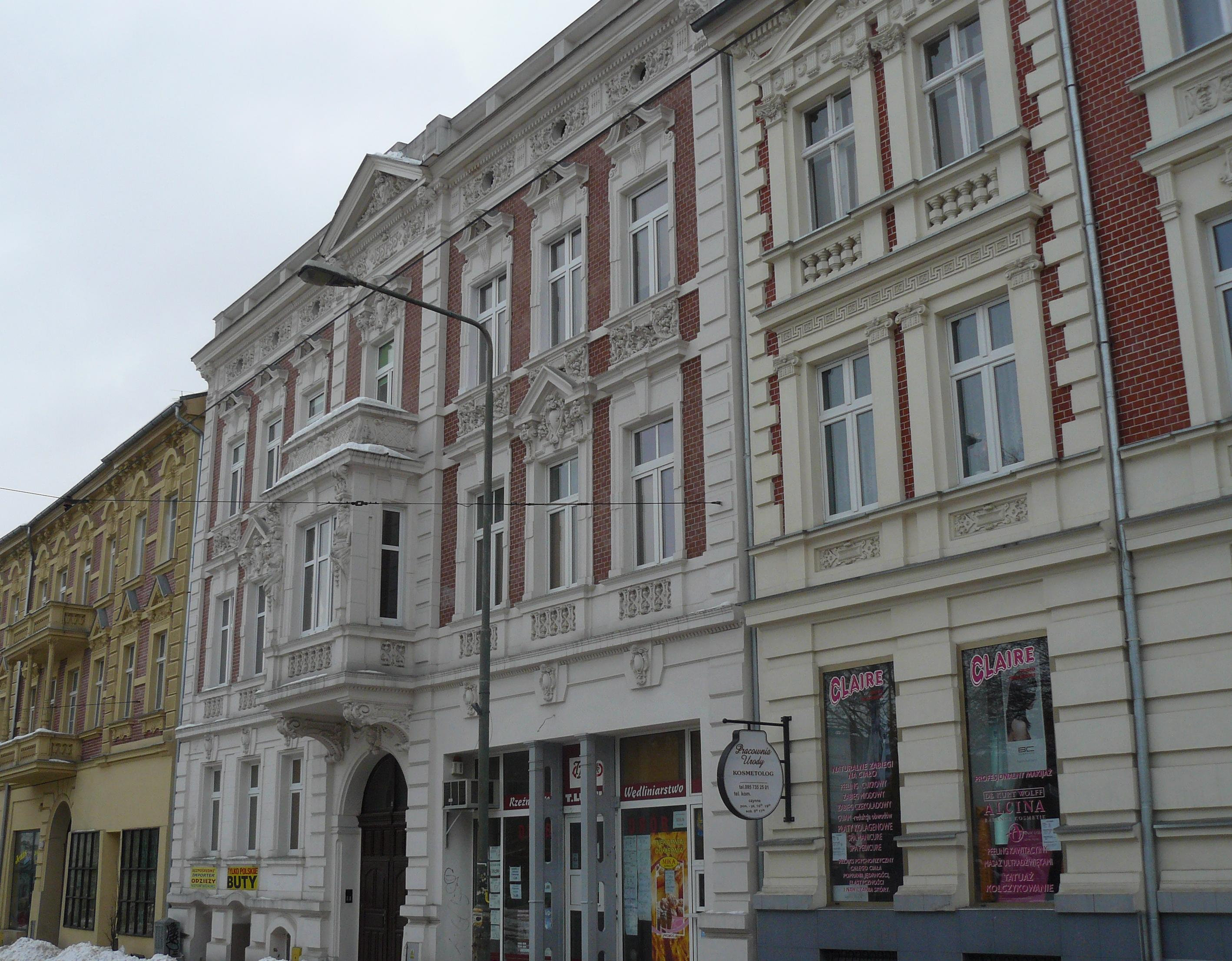
Heutige Bolesław-Chrobry-Straße

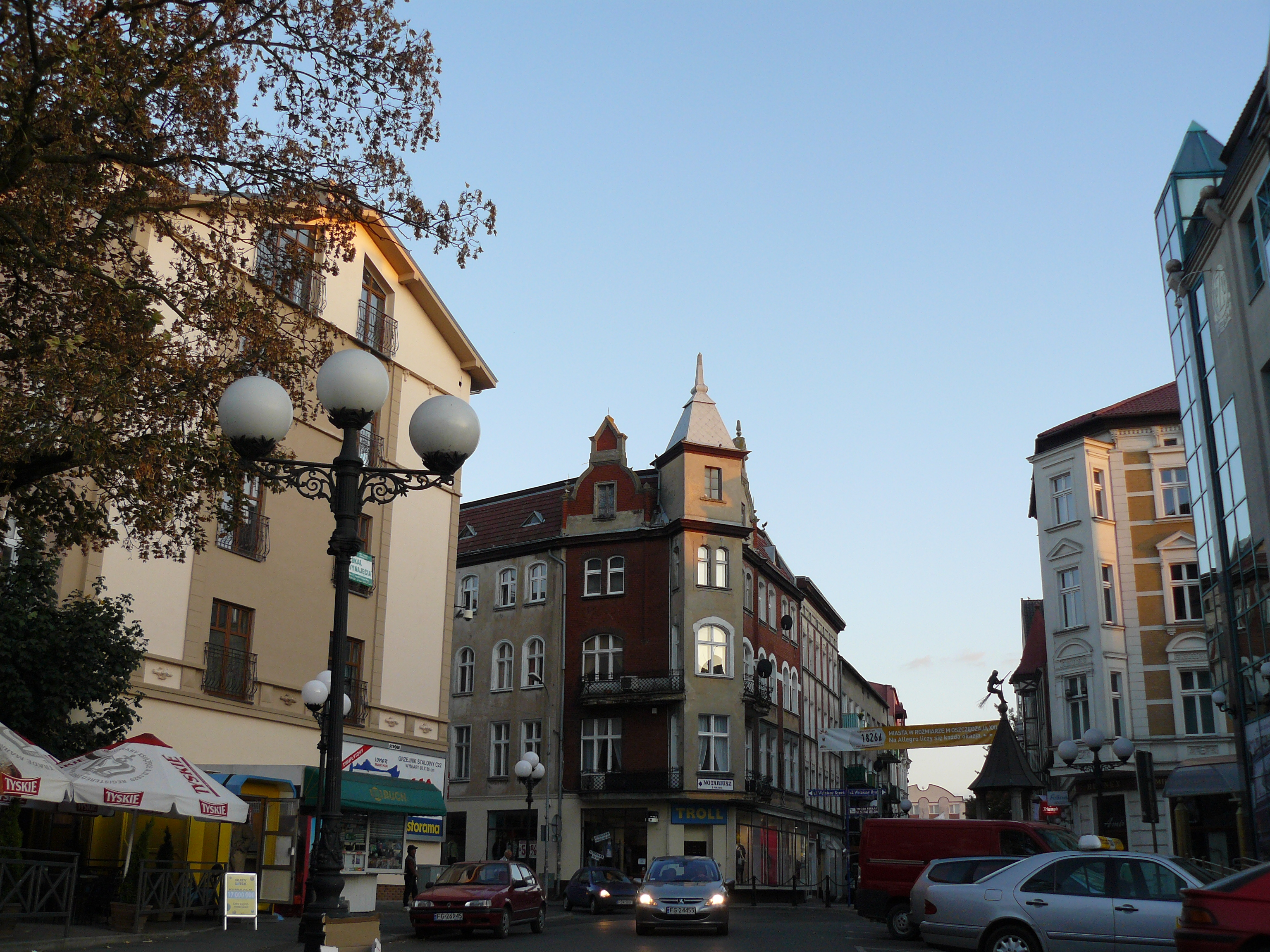
Heutige Ul. Hawelańska

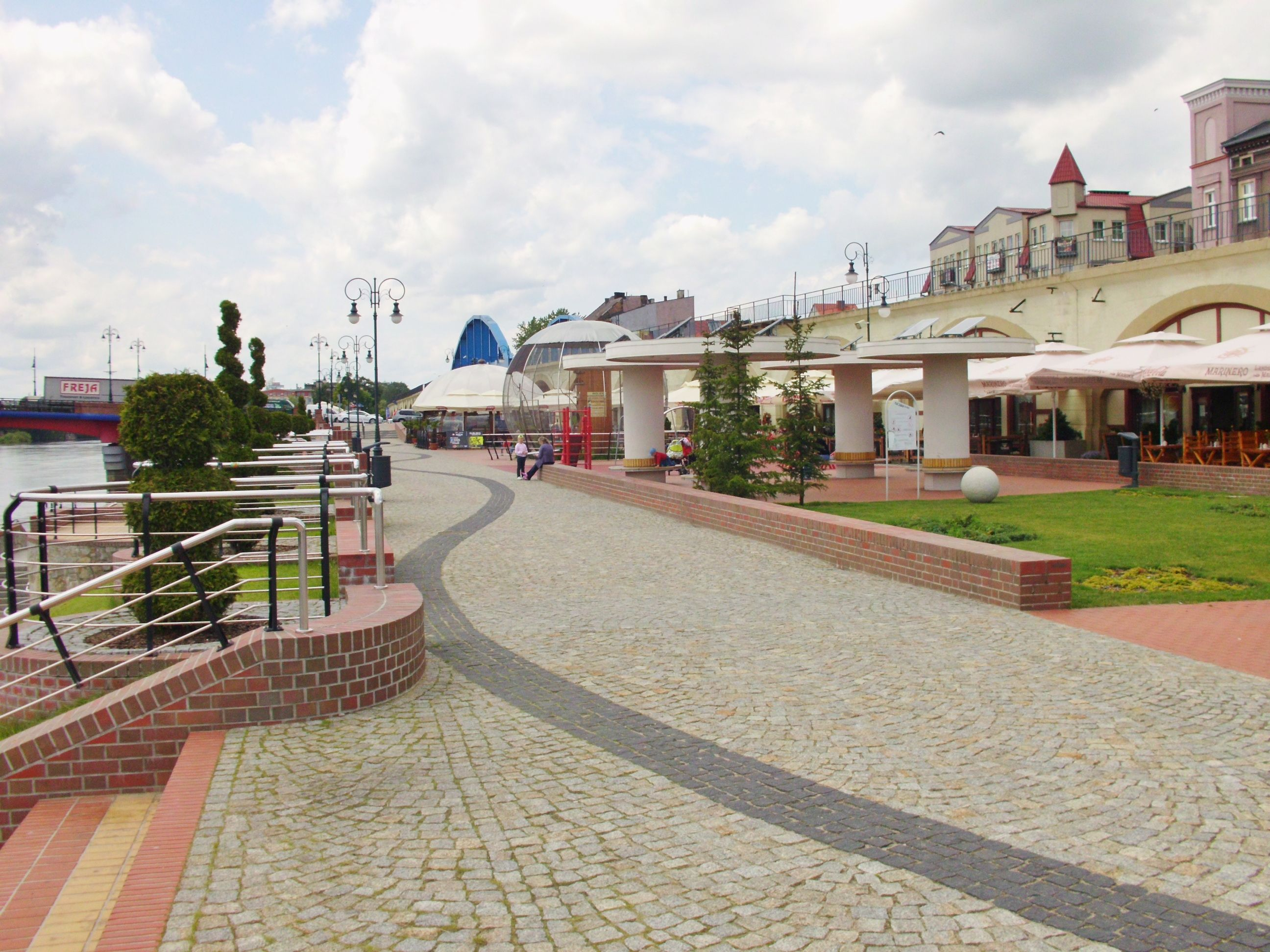
Uferpromenade an der Warthe

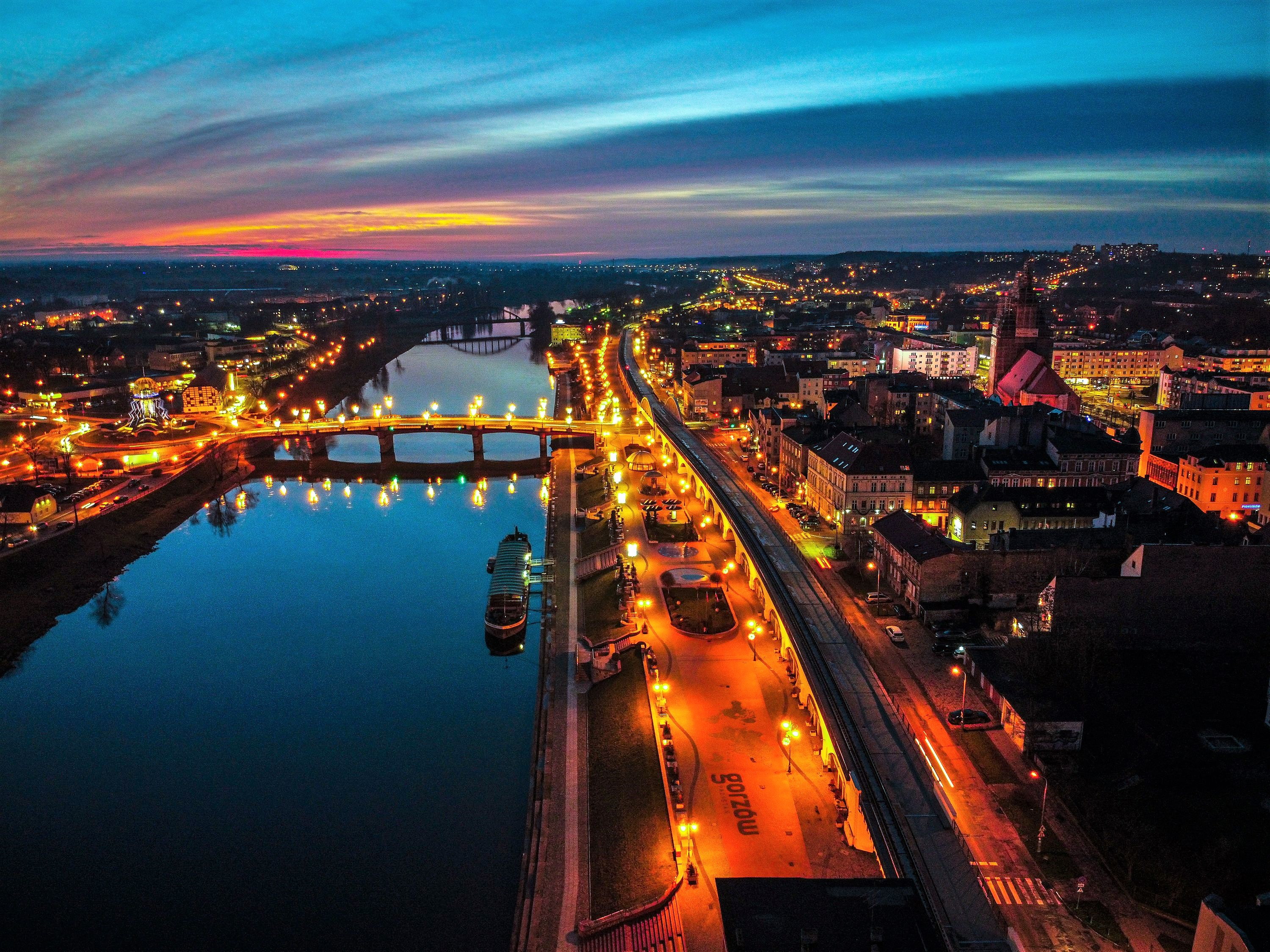
Altstadt-Brücke bei Nacht

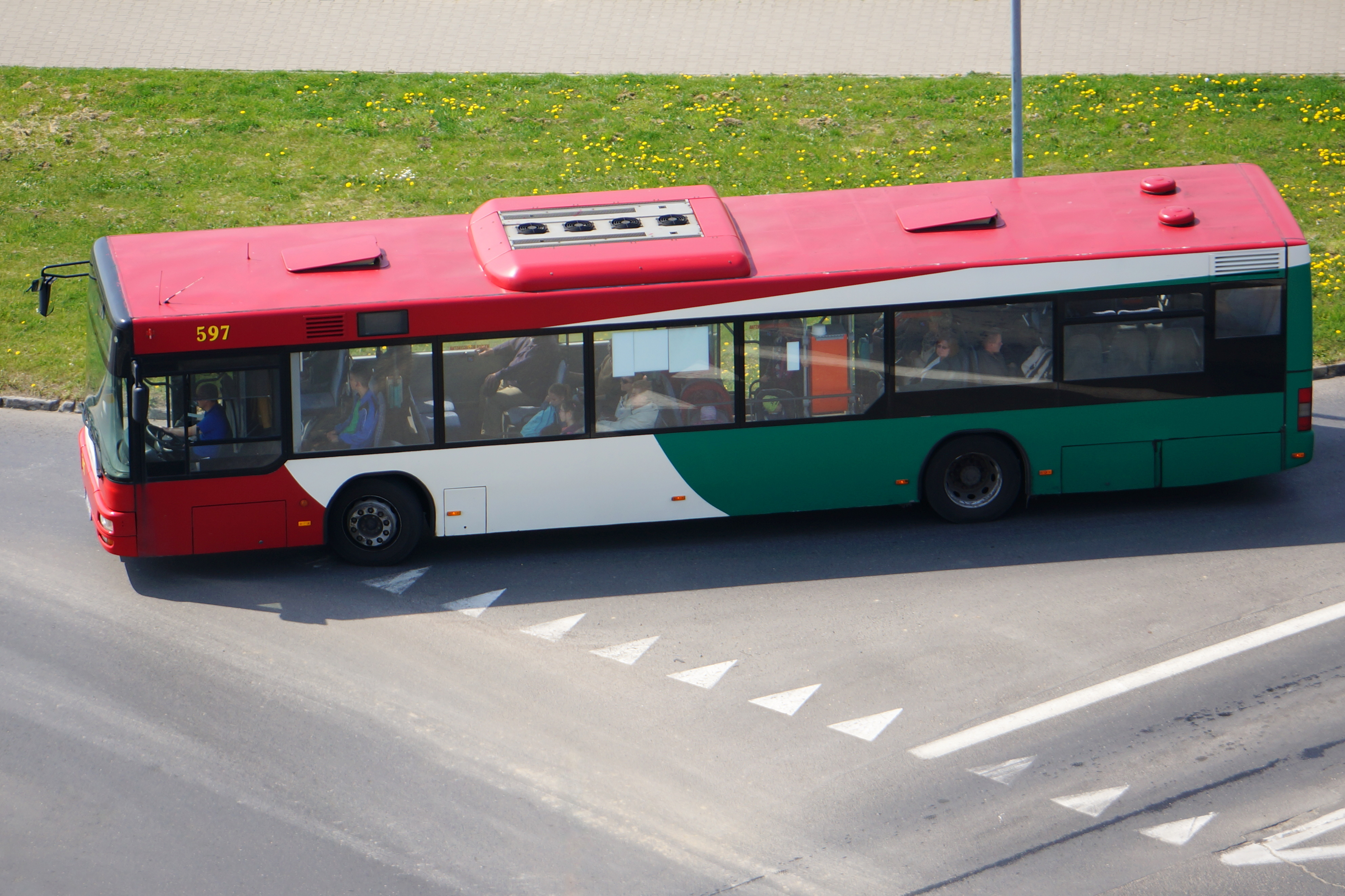
Stadtbus der Marke MAN

Nachweislich war das Gebiet Landsbergs bereits frühgeschichtlich besiedelt. Nach der Völkerwanderung lösten Slawen die vorher hier ansässigen Germanen ab. Für die Besiedlung der späteren Neumark wurden im ersten Drittel des 13. Jahrhunderts deutsche Siedler von Herzog Leszek I. angeworben. Mit seinem Tod 1227 verfiel die polnische Zentralmacht endgültig, was den Markgrafen von Brandenburg die Möglichkeit gab, auch jenseits der Oder zu expandieren. Angesichts des zunehmenden Fernhandels gründete Markgraf Johann I. 1257 Landsberg als neuen bequemeren Flussübergang an der Warthe kurz vor dem bisherigen Pass bei Zantoch (mit Steilufer), um wie dieser polnische Ort an den beträchtlichen Einnahmen aus dem Fernhandel (Zoll, Gebühren vom Marktbetrieb und Niederlagerecht) teilzuhaben (nach dem Parallelbeispiel von Berlin als Gegengründung zu Köpenick).
Die Siedler kamen aus dem Gebiet der heutigen deutschen Länder Brandenburg, Niedersachsen und Nordrhein-Westfalen und gehörten also zum niederdeutschen Sprachgebiet. Die Stadt erhielt den Namen Neu-Landsberg (in Gegensatz zu Altlandsberg), den sie bis in das 16. Jahrhundert trug. Im 13. Jahrhundert wurde die Marienkirche erbaut. 1321 wurde die Stadt mit Stadtmauern und Toren gesichert. Im 14. Jahrhundert hatte sich Landsberg zum wirtschaftlichen Zentrum seines Umlands entwickelt, für 1360 wird die Stadtschule erstmals erwähnt. Während des Dreißigjährigen Kriegs wurden alle Vorstädte zerstört. Nach 1648 entwickelte sich Landsberg zu einem bedeutenden Umschlagplatz im Handel mit dem benachbarten Polen. Im 18. Jahrhundert sorgte die Etablierung des Tuchmacherhandwerks und des Wollhandels für einen weiteren Aufschwung.

Synagoge (1853–1854)
Landsberg an der Warthe auf einer Landkarte von 1905
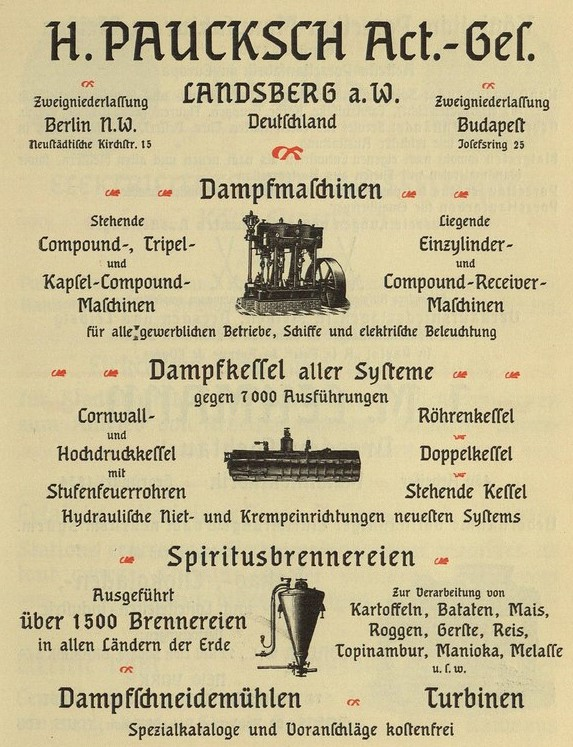
Hermann Pauksch auf der Weltausstellung Paris 1900
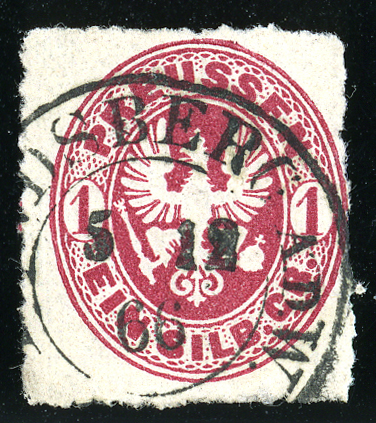
Briefmarke, 1 Sgr, entwertet 5. Dez. 1866 LANDSBERG a. d. Warthe

Die Stadt hatte eine Garnison der preußischen Armee, 1783 waren in Landsberg vier Schwadronen stationiert. Einschließlich zugehöriger Zivilisten umfasste die Garnison 900 bis 1000 Personen. Die Garnison verfügte über eine Garnisonkirche. 1804 wurde für die Schulkinder der Garnisonangehörigen ein neues Schulhaus eingeweiht.
Nach der Neuorganisation der Kreisgliederung in Preußen nach dem Wiener Kongress gehörte Landsberg seit 1818 zum gleichnamigen Kreis im Regierungsbezirk Frankfurt der preußischen Provinz Brandenburg, seit 1939 Mark Brandenburg. Seit 1857 war Landsberg an die Preußische Ostbahn angeschlossen und erlebte dadurch erneut einen wirtschaftlichen Aufschwung.
Seit 1849 bestanden in Preußen Kreisgerichte. Das Kreisgericht Landsberg an der Warthe war dem Appellationsgericht Frankfurt a. d. Oder nachgeordnet. Im Rahmen der Reichsjustizgesetze wurden diese Gerichte 1879 aufgehoben. Von 1879 bis 1945 bestanden stattdessen das Landgericht Landsberg a.W. und das Amtsgericht Landsberg a.W.
Der Magistrat der Stadt zeigte sich bereits früh tolerant gegenüber den Religionen. Schon vor 1713 ist urkundlich ein jüdischer Friedhof nachgewiesen; anstelle der 1752 erbauten, aber baufällig gewordenen Synagoge errichtete die Gemeinde von 1853 bis 1854 die neue Synagoge im byzantinischen Stil nach Plänen des Architekten Carl Tietz.
Landsberg hatte ein humanistisches Gymnasium, an dem Unterricht u. a. in Latein, Griechisch und Hebräisch erteilt wurde und an das Realklassen und eine Vorschule angeschlossen waren. Eine Stadtschule in Landsberg wird erstmals 1360 urkundlich erwähnt.
1892 wurde die Stadt aus dem Landkreis ausgegliedert und erhielt den Status eines Stadtkreises. Die Verwaltung des Landkreises blieb jedoch weiterhin in der Stadt. In den 1920er Jahren setzte sich die Bezeichnung „Landsberg (Warthe)“ durch. Um 1900 hatte Landsberg an der Warthe zwei evangelische Kirchen, eine katholische Kirche und eine Synagoge.
Im Zweiten Weltkrieg schrieb Gottfried Benn in der Walter-Flex-Kaserne unter anderem den Roman des Phänotyp (1943). Als sich Ende Januar 1945 die Rote Armee näherte, ordneten die Behörden am Morgen des 29. Januar die Räumung der mit mehr als 50.000 Menschen überfüllten Stadt an und erklärten sie zur „offenen Stadt“. Als am späten Abend des 29. Januars 1945 die Rote Armee Landsberg kampflos einnahm, traf sie auf etwa 30.000 Zivilisten. In der Folgezeit brachen die medizinische Versorgung und die mit Lebensmitteln, Wasser, Strom und Gas zusammen. Die Einwohner waren Raub, Plünderung, massenhafter Vergewaltigung und einzelnen Erschießungen ausgesetzt. Große Teile der Innenstadt brannten infolge von Brandstiftung und Fahrlässigkeit nieder. Ein Großteil der Einwohner kam zur Zwangsarbeit in auswärts gelegene Arbeitslager. An die Stelle einer von der sowjetischen Militärkommandantur eingesetzten Verwaltung aus deutschen Antifaschisten trat am 28. März die Verwaltung durch die Volksrepublik Polen. Es begann die Besiedlung der in Gorzów Wielkopolski umbenannten Stadt mit Polen. Im Juni 1945 wurden die meisten deutschen Einwohner durch die Polnische Volksarmee innerhalb weniger Tage über die Oder in die Sowjetische Besatzungszone (SBZ) vertrieben. Der Rest folgte von Dezember 1945 bis Mai 1947, die letzten 50 im September 1950. Die heutige Nachkriegs-Stadtbevölkerung stammt überwiegend aus Zentralpolen und dort vor allem aus der Region Großpolen.
In Landsberg an der Warthe befand sich nach Ende des Zweiten Weltkriegs das sowjetische Speziallager Nr. 4 in der ehemaligen General von Strantz-Kaserne, in dem 1945 Tausende von Menschen unter sehr harten Bedingungen inhaftiert waren, viele starben an den Folgen der Haft.

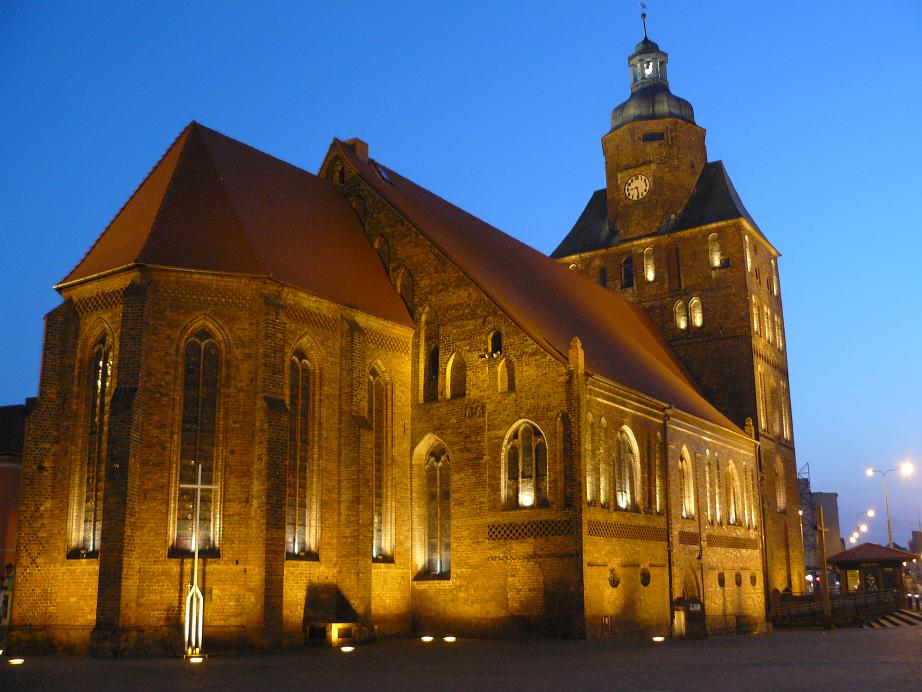
Dom St. Marien
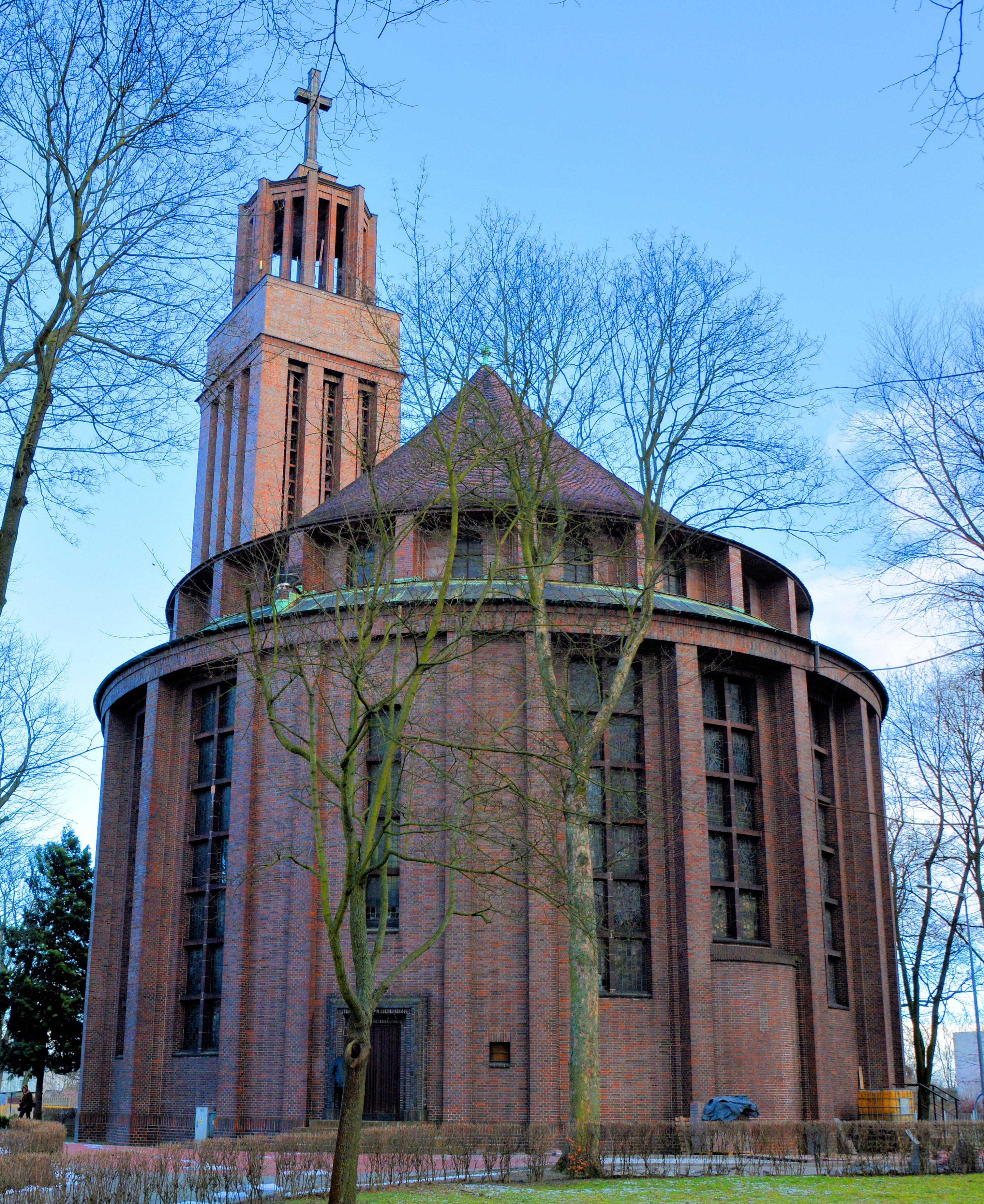
Christkönigkirche
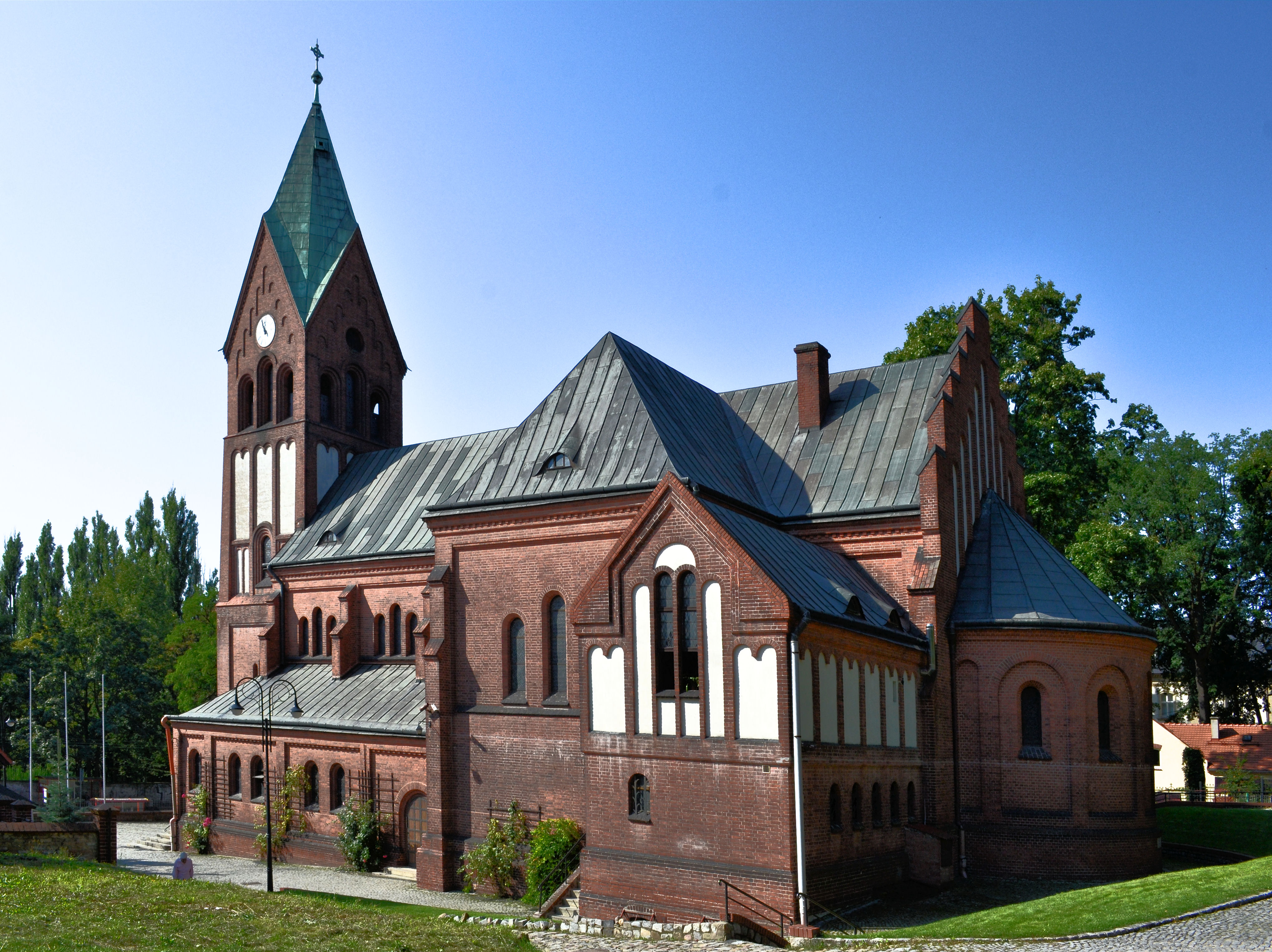
Kirche der Erhöhung des Heiligen Kreuzes
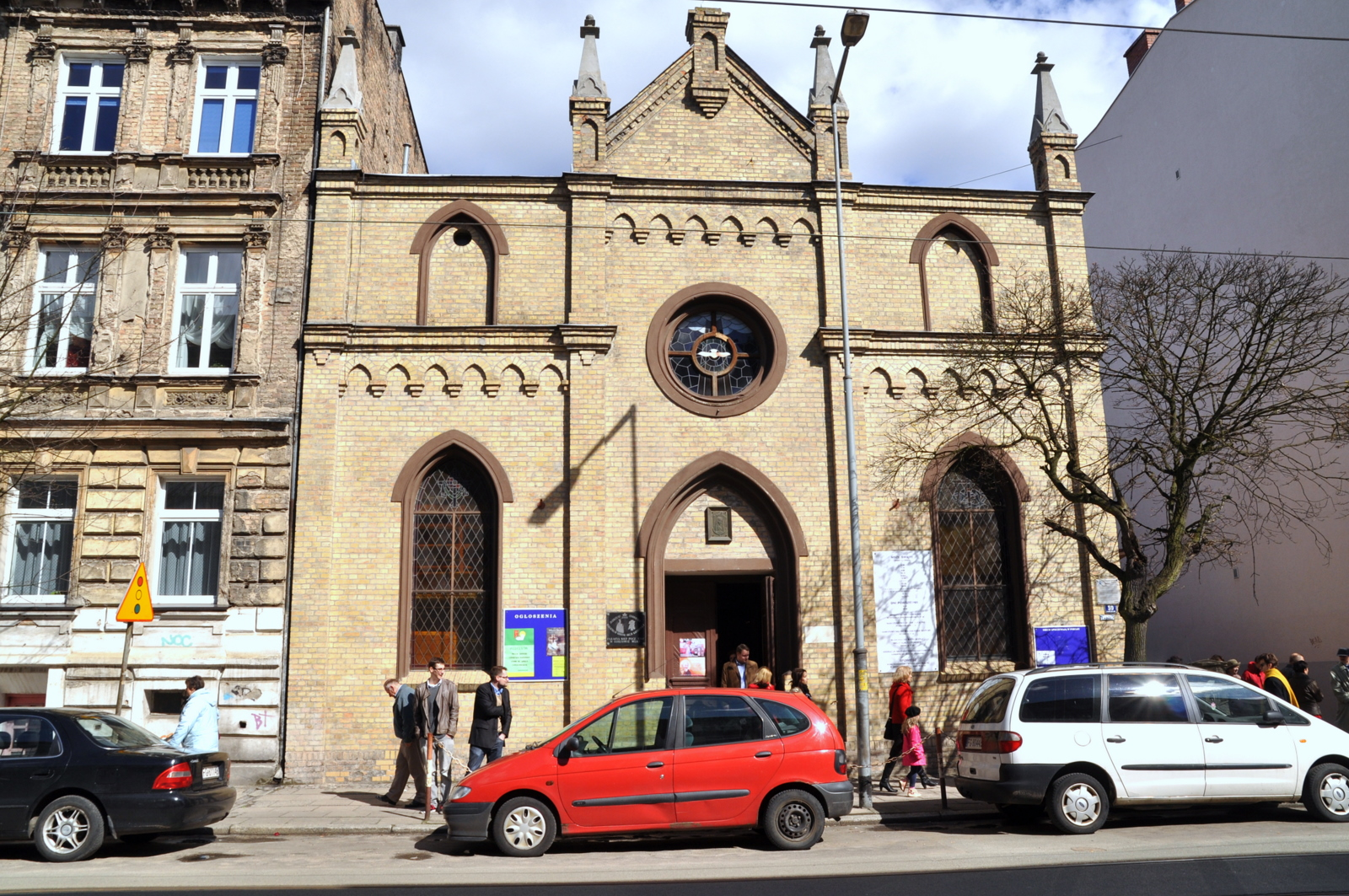
Kirche der Unbefleckten Empfängnis der Heiligen Jungfrau Maria
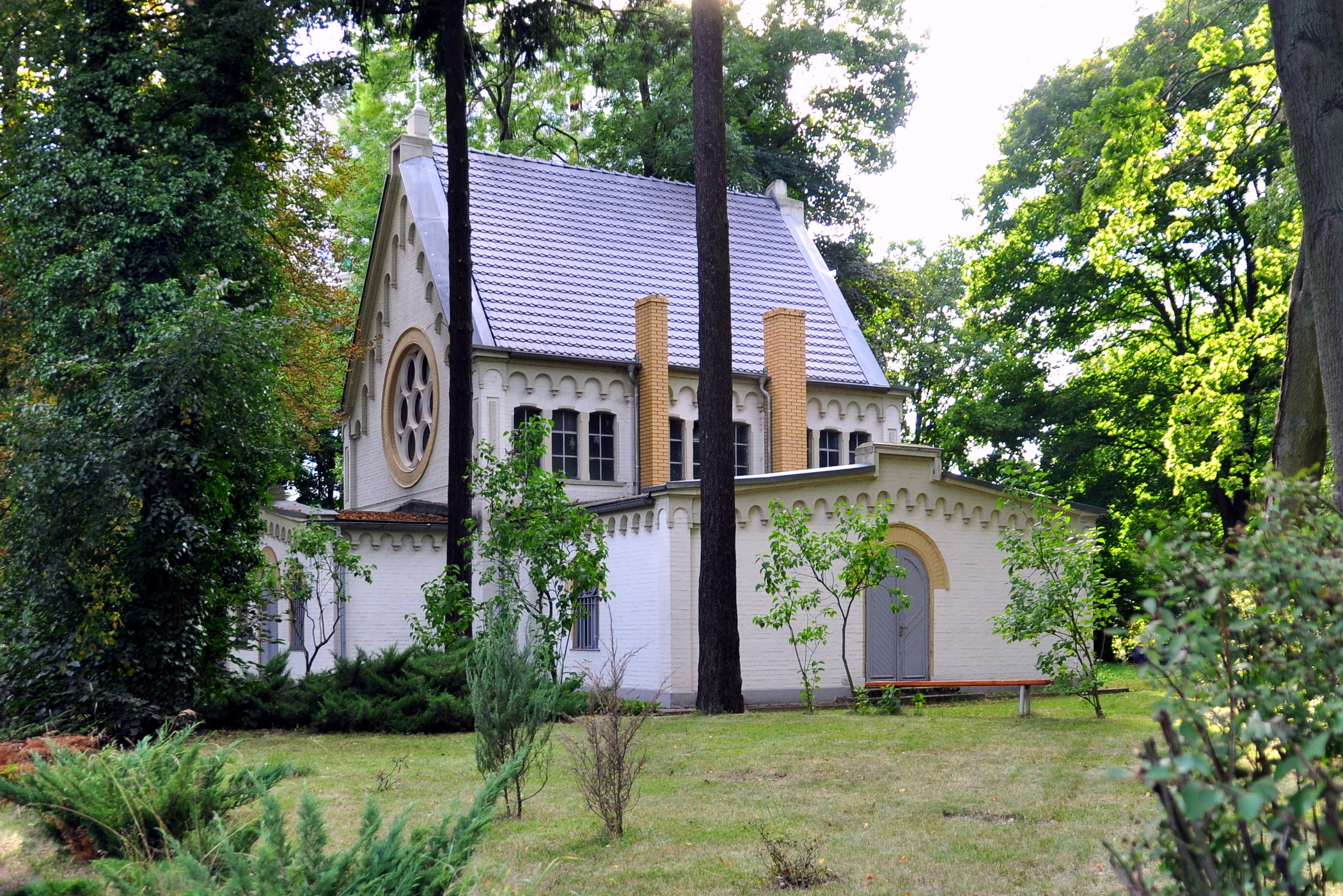
Lutherische Dreifaltigkeitskirche
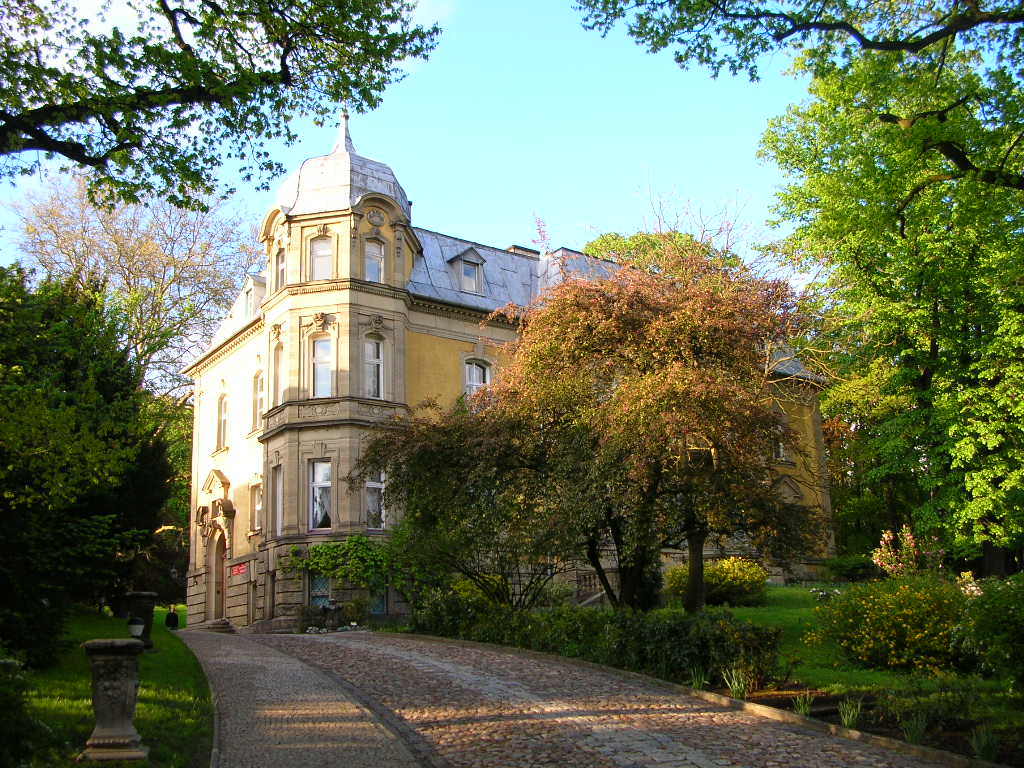
Schrödersche Villa
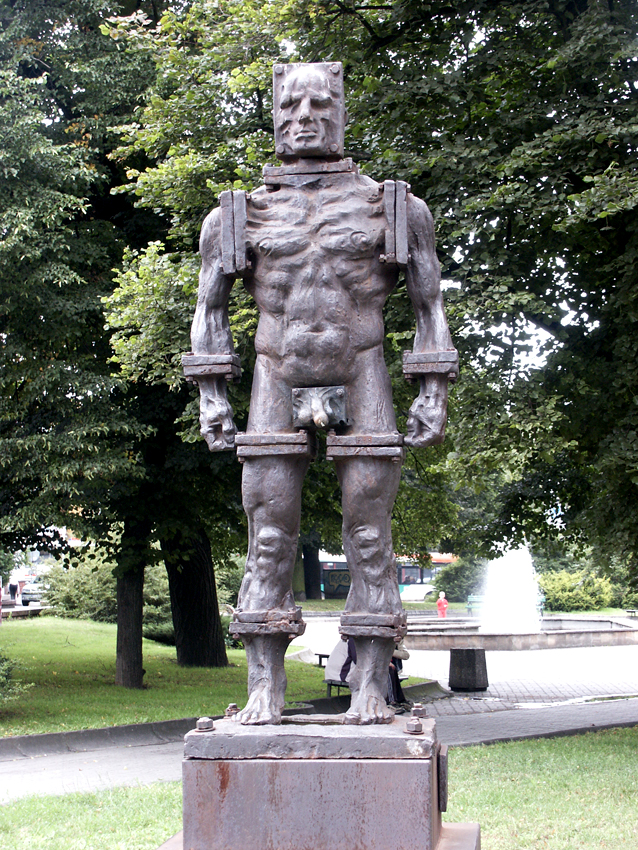
Mensch aus Eisen („Śfinster“)
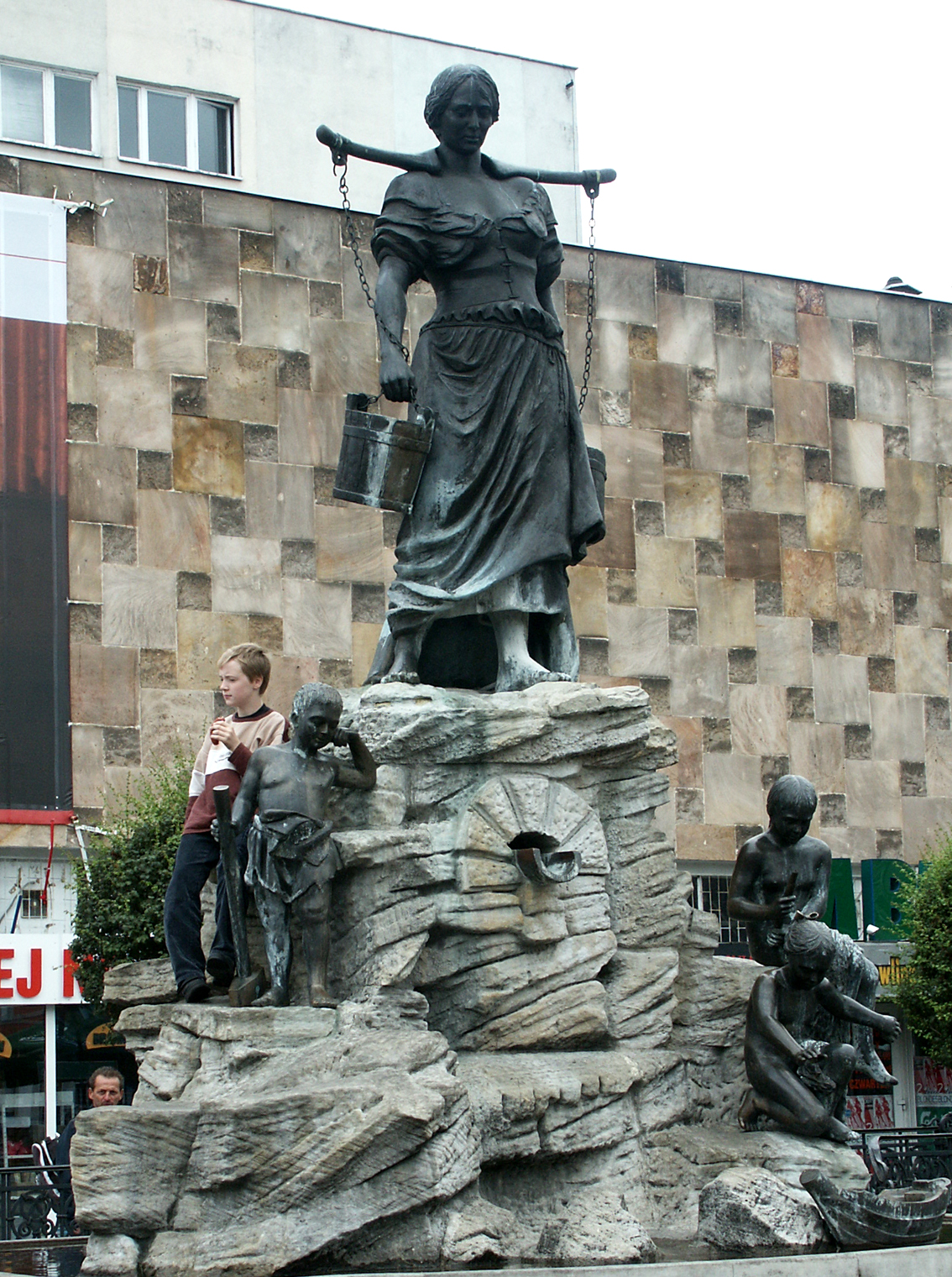
Pauckschbrunnen
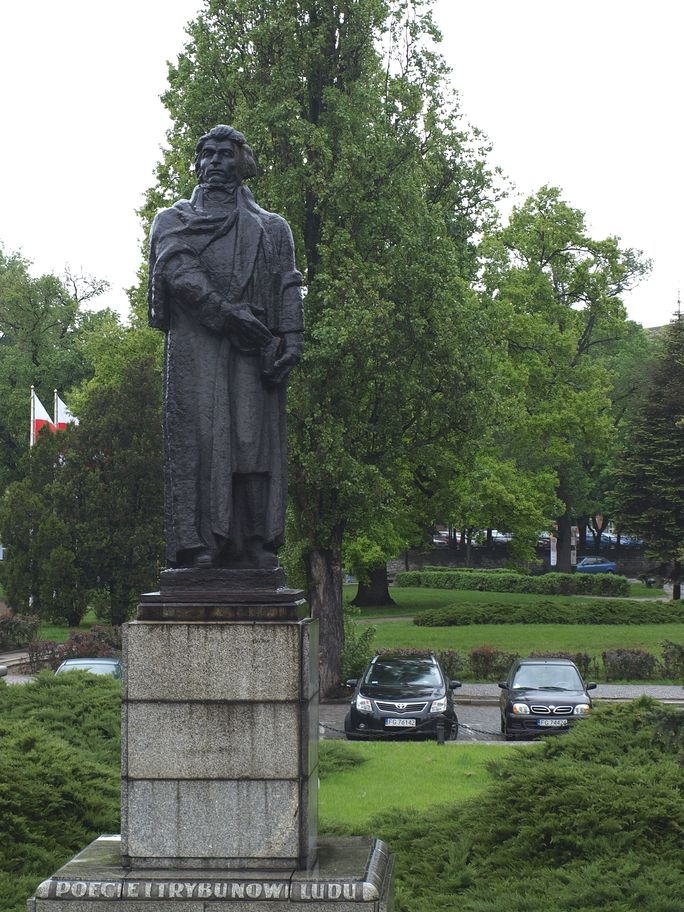
Denkmal des Dichters Adam Mickiewicz von Bildhauer Józef Gosławski

## Demographie
| Jahr | Einwohner | Anmerkungen |
| ---- | --------- | --- |
| 1709 | 4040      | [ 13 ] |
| 1783 | 5381      | (ohne Garnisonsangehörige), darunter 293 Juden                                                                    |
| 1875 | 21.379    | [ 14 ] |
| 1880 | 23.612    | [ 14 ] |
| 1885 | 24.983    | [ 14 ] |
| 1890 | 28.065    | davon 1272 Katholiken und 606 Juden                                                                               |
| 1900 | 33.598    | mit der Garnison (eine Abteilung Feldartillerie Nr. 54), davon 30.934 Evangelische, 1785 Katholiken und 568 Juden |
| 1910 | 39.339    | am 1. Dezember, davon 34.019 Evangelische, 4252 Katholiken und 449 Juden                                          |
| 1925 | 43.303    | davon 37.550 Evangelische, 3681 Katholiken, 64 sonstige Christen und 496 Juden                                    |
| 1933 | 45.928    | davon 40.190 Evangelische, 3876 Katholiken, 19 sonstige Christen und 435 Juden                                    |
| 1939 | 46.559    | davon 40.466 Evangelische, 3942 Katholiken, 478 sonstige Christen und 97 Juden                                    |

Anzahl der Einwohner vor und nach 1945 in graphischer Darstellung

## Stadtgliederung

### Stadtbezirke
Baczyna, Chróścik, Chwalęcice, Górczyn, Janice, Karnin, Małyszyn, Nowy Dwór, Piaski, Siedlice, Staszica, Śródmieście, Wieprzyce, Zakanale, Zawarcie, Zieleniec.

### Siedlungen
Chemik, Dolinki, Europejskie, Parkowe, Piaski, Przylesie, Sady, Słoneczne, Staszica, Tartaczne, Ułańskie, Ustronie, Zacisze, Zielona Dolina.

## Eingemeindungen
Eingemeindet wurden nach Gorzów Teile von Wieprzyce (Wepritz) (im Jahr 1962), Chróścik (Neuendorf), Teile von Karnin (Kernein), Siedlice (Seidlitz) und Zieleniec (Roßwiese) (jeweils 1977), Małyszyn (Merzdorf) (1979) sowie Teile von Chwalęcice (Heinersdorf).

Zu dieser Zeit wurde auch mit der Anlage großer Neubaugebiete in Plattenbauweise begonnen, in deren größtem, Górczyn im Norden von Gorzów, heute fast 40.000 Menschen wohnen.

## Polnische Namensgebung

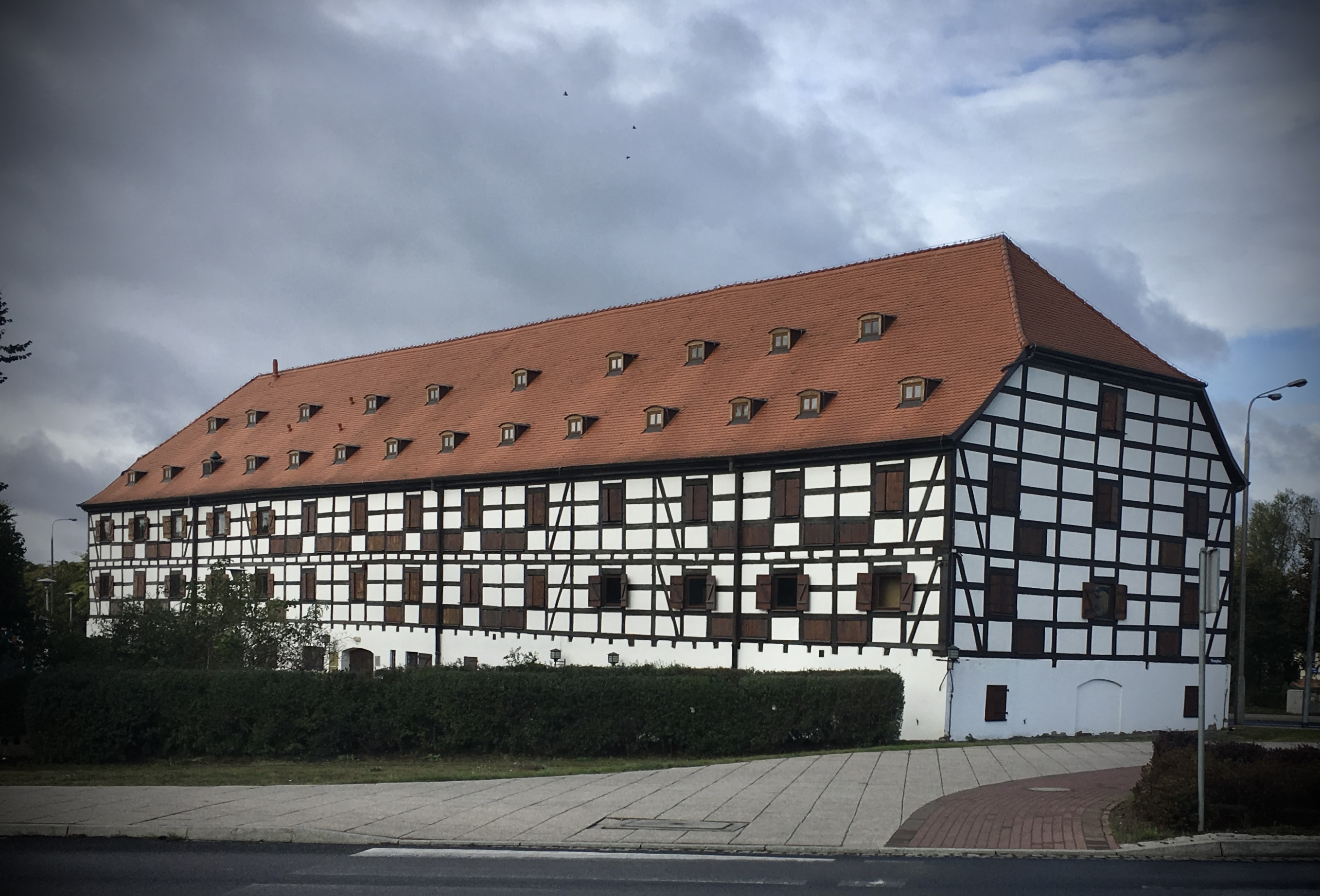
Ehemaliger städtischer Kornspeicher

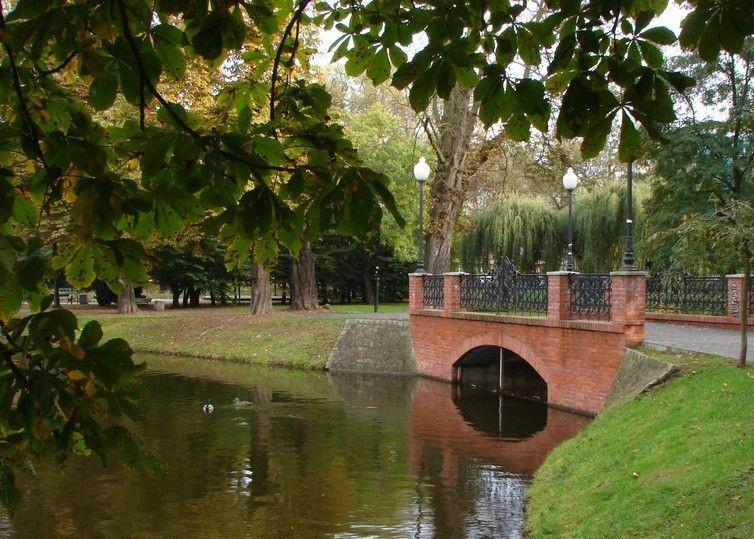
Heutiger Wiosna-Ludów-Park

Der in der Neuzeit eingeführte polnische Name Gorzów Wielkopolski bedeutet wörtlich ins Deutsche übersetzt etwa Großpolnisch Bergen.
Die Herkunft des polnischen Namens Gorzów ist nicht geklärt und kann mit gorzenie (Brand), eher aber mit góra (Berg) zusammenhängen, wie z. B. in Gorzów Śląski (deutsch: Landsberg in Oberschlesien) oder Górowo Iławeckie (Landsberg in Ostpreußen). Wielkopolski bedeutet „großpolnisch“ bzw. „in Großpolen“. Nachdem zunächst nach dem Zweiten Weltkrieg der Name Gorzów nad Wartą (Gorzów an der Warthe) gewählt wurde, heißt die Stadt seit dem 19. Mai 1946 offiziell Gorzów Wielkopolski. Formal stand die Namenserweiterung „Großpolnisch“ im Zusammenhang mit der Einteilung von Gorzów in die Woiwodschaft Posen am 25. September 1945. Ein Referendum, das im Jahr 2000 in der Stadt abgehalten wurde, bestätigte diesen Namen.

## Sehenswürdigkeiten
- Dom St. Marien aus dem späten 13. Jahrhundert, seit 1972 Bischofssitz des Bistums Grünberg-Landsberg
- Konkordienkirche von 1776, wegen ihrer Außenfarbe auch Weiße Kirche genannt, nach dem Zweiten Weltkrieg umgestaltet und als Teil eines Klosters erweitert
- Historisches Speichergebäude auf der gegenüberliegenden Wartheseite, heute Museum
- Pauckschbrunnen auf dem Marktplatz von 1897
- Schrödersche Villa, erbaut 1903 für den Kabelfabrikanten Gustav Schröder, heute Landesmuseum der Wojewodschaft Lebus, Park mit dendrologischem Lehrpfad
- Martin-Luther-Kirche in der Brückenvorstadt, heute kath. Christkönigkirche, erbaut 1929/30 nach Plänen des Architekten Curt Steinberg
- Kirche der Erhöhung des Heiligen Kreuzes, erbaut von Konrad Nonn zwischen 1905 und 1907 im neoromanischen Stil aus roten Klinkern
- Kirche der Unbefleckten Empfängnis der Heiligen Jungfrau Maria, 1895 im neugotischen Stil errichtet
- Evangelisch-Lutherische Dreifaltigkeitskirche, erbaut als Friedhofskapelle Ende des 19. Jahrhunderts im neuromanischen Stil
- Volksschwimmbad Bergstraße in expressionistischen Formen, gestiftet 1930 von Max Bahr
- Śfinster-Statue von 1995[17]
- „Szymon Gięty“-Denkmal von 2004, gestiftet durch die Einwohner, in Erinnerung an den 1998 verstorbenen stadtbekannten Landstreicher Kazimierz Wnuk[18]
- Uferpromenade an der Warthe
- Wohnhaus des Marschkomponisten Carl Teike mit Gedenktafel
- Hochbahnviadukt, erbaut von 1905 bis 1914
- Stadttheater Landsberg (Warthe), erbaut in den 1870er Jahren
- Nellys Bank, ein Denkmal für Christa Wolf, die ihre Erfahrungen in der NS-Zeit, die sie in der Stadt verbrachte, im Buch Kindheitsmuster reflektierte[19]

## Verkehr

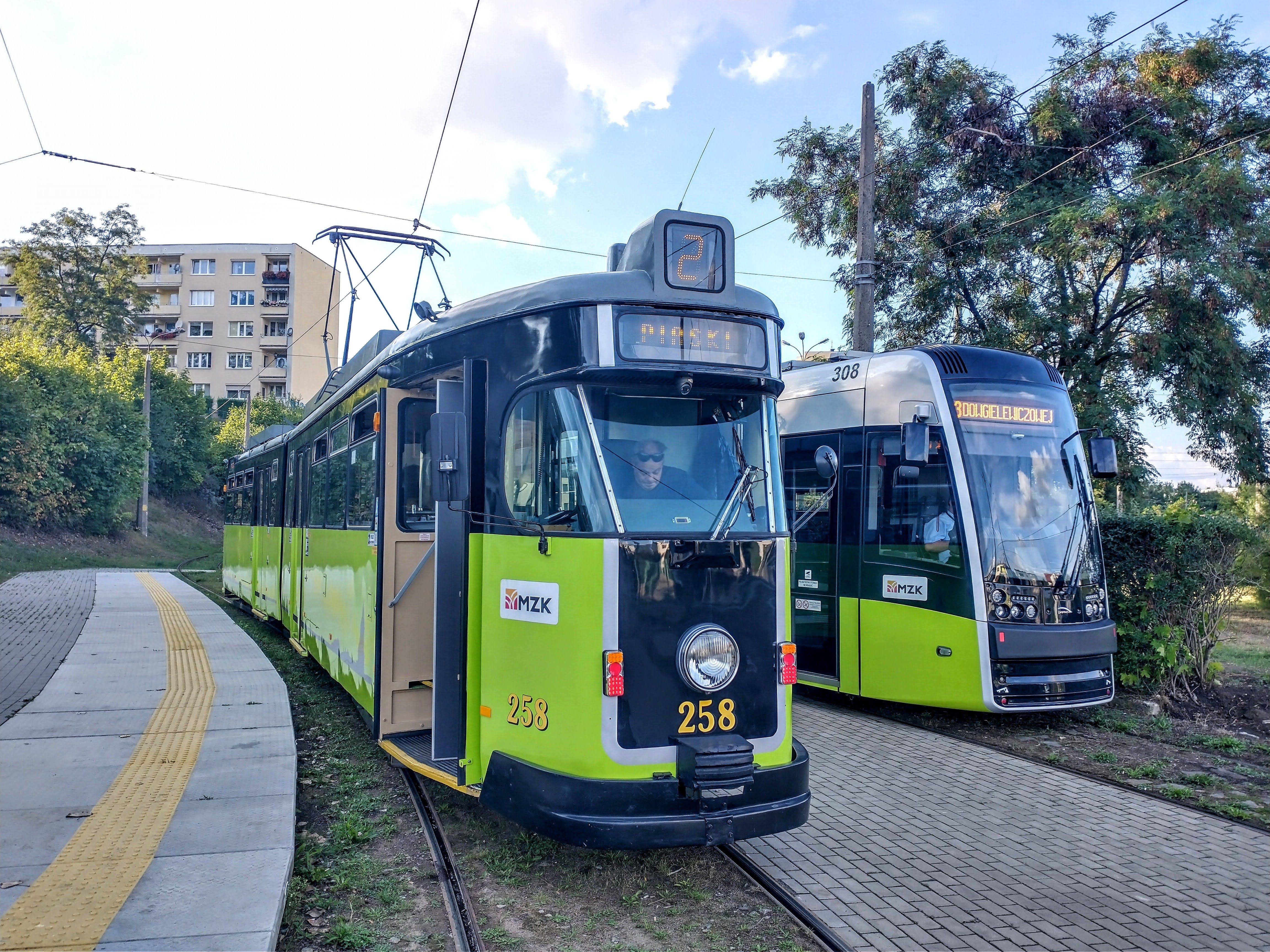
Straßenbahnen in der Innenstadt, 2022

Der öffentliche Nahverkehr wird durch Busse auf 41 Tages- und 3 Nachtlinien sowie Straßenbahnen auf 4 Linien bedient. Ein im Zweiten Weltkrieg großenteils vollzogener Ersatz der Straßenbahn Gorzów Wielkopolski durch Oberleitungsbusse in Landsberg an der Warthe wurde nach dem Übergang der Stadt an Polen rückgängig gemacht.
Ab 2026 wird der ÖPNV der Stadt für Einwohner kostenfrei sein. Damit wird Gorzów Wielkopolski die größte Stadt Polens mit kostenlosem Nahverkehr für alle Einwohner.
Durch Kooperation zwischen der Niederbarnimer Eisenbahn und der polnischen Przewozy Regionalne haben seit 2008 die Fahrkarten auf der Strecke zwischen Berlin-Lichtenberg und Gorzów Wielkopolski grenzüberschreitend Gültigkeit. Zusätzlich zu dieser Strecke, der früheren Königlich Preußischen Ostbahn, gibt es noch die Bahnstrecke Gorzów Wielkopolski–Zbąszynek über Skwierzyna, zudem begannen in Gorzów die Bahnstrecke Gorzów Wielkopolski–Rudnica (–Sulęcin) sowie die Bahnstrecke Gorzów Wielkopolski–Myślibórz.
Seit dem 11. Dezember 2016 wurde täglich ein Zug der deutschen Regionalbahn-Linie RB 26 von Berlin über Küstrin-Kietz nach Gorzów Wielkopolski weitergeführt. Er fuhr morgens von Gorzów Wielkopolski nach Berlin und abends zurück. Seit dem 13. Dezember 2020 verkehrt dieser Zug nicht mehr, da die Eisenbahnbrücke über die Oder neu gebaut wurde. Auch nach der Wiedereröffnung der Oderbrücke Anfang August 2024 verkehren keine durchgehenden Züge nach Berlin mehr.

## Sonstiges
In dem 1976 erschienenen Roman Kindheitsmuster von Christa Wolf ist Landsberg Handlungsort von Geburt, Kindheit und Heranwachsen des deutschen Mädchens Nelly Jordan in der Zeit des Nationalsozialismus, das während des Zweiten Weltkriegs mit den Eltern in ein mecklenburgisches Dorf flüchtet und in den 1970er Jahren als erwachsene Person den Ort der Jugend aufsucht. In der Romanfigur Nelly Jordan sind autobiographische Züge der Dichterin Christa Wolf erkennbar, die ihre Heimatstadt Landsberg in der ersten Hälfte der 1970er Jahre besuchte. 2015 wurde in Gorzów Wielkopolski Nellys Bank eingeweiht. Siehe auch Christa Wolf#„Christa-Wolf-Denkmal“.
Ein Parkplatz an der Bundesautobahn 3 im Westerwald trägt seit 1964 zum Gedenken an die Vertreibung nach dem Zweiten Weltkrieg den Namen Landsberg an der Warthe. Die Initiative dazu ging von Hans-Christoph Seebohm aus.

## Sport

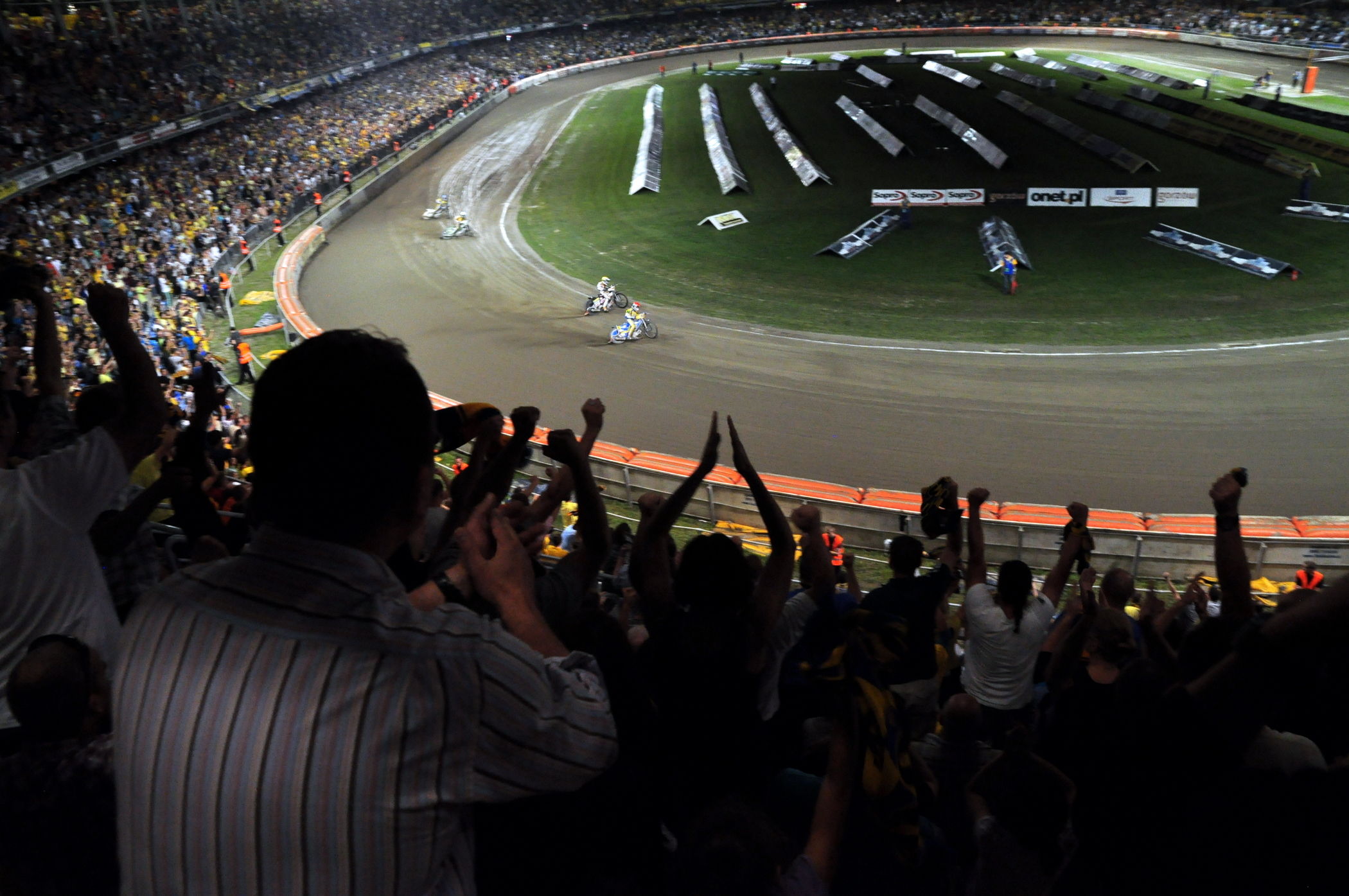
Edward-Jancarz-Stadion

Im Edward-Jancarz-Stadion trägt der lokale Speedway-Verein Stal Gorzów Wielkopolski seine Ligarennen in der polnischen Speedway-Extraliga aus und wurde mehrfach polnischer Meister. Außerdem wurde in dieser 17.000 Zuschauer fassenden, reinen Speedway-Arena schon mehrmals der Speedway-WM Grand Prix von Polen ausgefahren.

## Persönlichkeiten

### Ehrenbürger
- Adam Dyczkowski (1932–2021), römisch-katholischer Bischof von Zielona Góra-Gorzów, Ehrenbürger seit 2008

### Söhne und Töchter der Stadt

#### Geboren vor 1900
- Egomet Arnold Brahtz (1838–1918), Stadtältester, Maurermeister, Landschaftsgestalter
- Gottfried Ludolf Graßmann (1738–1798), deutscher evangelisch-lutherischer Geistlicher und Agrarschriftsteller
- Johann Christian Höpner (1757–1786), deutscher Seiler
- Carl Wilhelm Frölich (1759–1828), Schriftsteller
- Friedrich Wilhelm von der Groeben (1774–1839), preußischer General
- Karl von Strantz (1783–1865), preußischer General
- Johann David Erdmann Preuß (1785–1868), Historiker
- Eduard Nehse (1793 – nach 1855), Meteorologe, Erforscher des Brocken im Harz
- Gottfried Bernhardy (1800–1875), Philologe
- Julius von Zastrow (1802–1884), preußischer Generalmajor
- Eduard Boas (1815–1853), Schriftsteller
- Karl Rehdantz (1818–1879), deutscher Altphilologe, Gymnasialdirektor und Historiker
- Otto von Flotow (1822–1900), preußischer Generalmajor und Regimentskommandeur
- Adalbert von Schleinitz (1822–1896), preußischer Generalleutnant und Divisionskommandeur
- Hermann Ende (1829–1907), Architekt und Hochschullehrer in Berlin
- Otto Girndt (1835–1911), Schriftsteller und Librettist
- Max Gottschalck (1835–1899), preußischer Generalmajor
- Otto Kreyher (1836–1905), deutscher Maler
- Max Bahr (1848–1930), Sozialreformer, Mitglied des Reichstags für die DDP
- Ernst Henseler (1852–1940), Maler und Zeichner
- Arthur Schoenflies (1853–1928), Mathematiker
- Carl Sellmer, auch Karl (1855–1927), Maler
- Adalbert Kelm (1856–1939), Architekt, Baubeamter der deutschen Marine
- Ernst Pfeffer von Salomon (1856–1923), preußischer Verwaltungsbeamter und Landrat
- Otto Antrick (1858–1924), Politiker der SPD, Mitglied des Reichstags
- Robert Warthmüller (1859–1895), Historien- und Landschaftsmaler
- Wilhelm Gottfried Walther (1863–1932), Augen- und Obergeneralarzt
- Luise Kaehler (1865–unbekannt), Klavierlehrerin
- Ludwig Pick (1868–1944), Pathologe, NS-Opfer
- Martin Paul Müller (1872–1936), Grafiker und Landschaftsmaler
- Paul Schulze-Berghof (1873–1947), Schriftsteller
- Georg Axhausen (1877–1960), Mediziner, Mitbegründer des Fachs Kieferchirurgie
- Arnold Kreklow (1879–1966 oder später), SS-Obersturmbannführer und Beamter in der Zeit des Nationalsozialismus
- Ernst Karding (1879–1964), Fußballspieler, Beamter und Bankdirektor
- Marie Juchacz (1879–1956), Frauenrechtlerin, Gründerin der Arbeiterwohlfahrt
- Victor Klemperer (1881–1960), Schriftsteller und Literaturwissenschaftler
- Georg Klemperer (1865–1946), Internist
- Felix Klemperer (1866–1932), Internist
- Hans Pieper (1882–1946), Architekt, Denkmalpfleger und Baubeamter
- Axel Loewe (1883–1955), Kapitän zur See der Reserve der Kriegsmarine
- Willy Schaeffers (1884–1962), Kabarettist und Schauspieler
- Eckhard Unger (1884–1966), Altorientalist
- Ilse Fogarasi Béláné, frühere Ilse Berend-Groa, (1885–1972), deutsch-ungarische Schauspielerin, Regisseurin und Autorin
- Ernst Schwarz (1886–1958), Politiker der KPD, Mitglied des Reichstags
- Hans Baumann (1888–1967), Ingenieur, Eisenbahner, Redakteur und Hochschullehrer
- Witold Rother (1888–1962), Admiral
- Elisabeth Röhl (1888–1930), Politikerin der SPD, Mitglied der Weimarer Nationalversammlung
- Wilhelm Erich Krüger (1889–1953), Politiker (SPD), Mitglied des Preußischen Landtags
- Karl Bohnenstengel (1890–1965), Politiker der KPD, Mitglied des Reichstags
- Paul Schwabe (1890–1967), Archivar
- Ulrich Buchholz (1893–1974), deutscher General
- Alice Bendix (1894–1943), Wohlfahrtspflegerin
- Arthur Rackwitz (1895–1980), evangelischer Pfarrer, religiöser Sozialist
- Walther Völker (1896–1988), evangelischer Kirchenhistoriker
- Hans Fink (1898–1945), Politiker (NSDAP), Mitglied des Reichstages
- Ulrich Neujahr (1898–1977), Maler und Grafiker

#### Geboren nach 1900
- Kurt Scharf (1902–1990), Bischof von Berlin und Ratsvorsitzender der Evangelischen Kirche in Deutschland
- Erich Schulz (1902–1977), Politiker (SPD)
- Dorothee Westphal (1902–1968), Kunsthistorikerin
- Erich Kühn (1903–1965), Todesopfer an der Berliner Mauer
- Friedel Hensch (1906–1990), Schlagersängerin
- Walther Kuhla (1907–1989), Landrat des Landkreises Aachen
- Margarete Godon (1909–2005), Bildhauerin
- Hans Zoschke (1910–1944), Widerstandskämpfer gegen den Nationalsozialismus
- Joachim Wolff (1918–1977), Jurist und Politiker (CDU)
- Peter Böhmer (1923–2011), deutscher Tänzer und Schauspieler
- Ulrich Luck (1923–1998), evangelischer Theologe
- Dietrich Wolff (1923–1997), Journalist und Schriftsteller
- Rudolf Braunburg (1924–1996), Schriftsteller und Flugkapitän
- Roger G. Newton, geb. Gerhard Neuweg (1924–2018), US-amerikanischer theoretischer Physiker
- Ralf Zimmermann von Siefart (1925–2018), Manager der Düngemittelindustrie
- Siegfried Dyck (1926–2017), Hydrologe und Hochschullehrer
- Margarete Jelten (1926–2022), Pädagogin und baptistische Kirchengeschichtlerin
- Otfried Wlotzke (1926–2018), Jurist und Ministerialdirektor
- Rosel Walther, geborene Fischer (1928–2006), Politikerin, Mitglied des Staatsrates der DDR
- Rudolf Daber (* 1929), Vorsitzender der Gesellschaft für Geologische Wissenschaften der DDR
- Christa Wolf (1929–2011), Schriftstellerin
- Gottfried Kiesow (1931–2011), Vorsitzender der Deutschen Stiftung Denkmalschutz
- Wolfgang Müller (1931–2021), Dressurreiter, Medaillengewinner bei Europa- und Weltmeisterschaften
- Martin Furian (1932–2020), Sozial- und Medienpädagoge
- Hans Wuttig (1932–2021), Maler
- Horst-Dieter Tscheuschner (* 1933), Lebensmittelwissenschaftler und Hochschullehrer
- Horst Pinnow (1936–2024), Schauspieler und Synchronsprecher
- Friedrich Dieckmann (* 1937), Schriftsteller
- Friedrich-Wilhelm von Hase (* 1937), Klassischer Archäologe
- Eberhard Kaniuth (1937–2017), deutscher Mathematiker
- Christian Andree (* 1938), Medizinhistoriker, Rudolf-Virchow-Experte
- Udo Edelmann (1938–2019), Bildhauer, Glasgestalter und Designer
- Horst Neumann (* 1938), DDR-Diplomat
- Jürgen Serke (1938–2024), Journalist und Schriftsteller
- Kurt-Hermann Stapf (* 1939), deutscher Psychologe und Hochschullehrer
- Klaus Lemke (1940–2022), Filmregisseur
- Kurt Scharf (* 1940), Übersetzer und Herausgeber
- Rüdiger von Baehr (1941–2012), Internist, Immunologe und Hochschullehrer
- Klaus-Jürgen Steinmann (* 1941), Schauspieler
- Gunter Fritsch (* 1942), Politiker der SPD, 2004–2014 Präsident des Brandenburger Landtags
- Reinhard Bitter (1943–2010), Maler
- Irmel Droese (* 1943), Künstlerin
- Gunter Mulack (1943–2023), Diplomat
- Carl Friedrich Gethmann (* 1944), Philosoph
- Michael Schneider (* 1944), Historiker
- Marek Zieliński (* 1952), Politiker
- Kazimierz Marcinkiewicz (* 1959), Politiker
- Marek Jurek (* 1960), Politiker und Historiker
- Maria Gontowicz-Szałas (* 1965), Judoka
- Paweł Szałamacha (* 1969), Politiker
- Joanna Skowroń (* 1979), Kanurennsportlerin und Olympionikin
- Adam Bałdych (* 1986), Jazzmusiker
- Bartłomiej Bołądź (* 1994), Volleyballspieler
- Karol Drzewiecki (* 1995), Tennisspieler
- Dawid Kownacki (* 1997), Fußballspieler
- Sebastian Walukiewicz (* 2000), Fußballspieler
- Michał Olejniczak (* 2001), Handballspieler
- Kornelia Lesiewicz (* 2003), Sprinterin

### Persönlichkeiten, die in der Stadt gewirkt haben
- Saul Ascher (1767–1822), Schriftsteller, Übersetzer und Buchhändler, besuchte das Gymnasium in Landsberg
- Friedrich Schleiermacher (1768–1834), Theologe und Philosoph, war von 1794 bis 1796 Prediger an der Konkordienkirche[5]
- Joseph Emil Nürnberger (1779–1848), Postdirektor und Schriftsteller in Landsberg
- Theodor Enslin (1787–1851), Buchhändler, Bibliograph und Verleger; hatte vom 18. Oktober 1824 bis zum Verkauf am 1. April 1827 eine Buch- und Musikalienhandlung in der Richtstraße 164 als Filiale seines Berliner Geschäfts.[26]
- Woldemar Nürnberger (1818–1869), Schriftsteller und Arzt
- Wilhelm Klemperer (1839–1912), Dr. phil., Rabbiner der Synagogengemeinde von 1864 bis 1885.
- Wilhelm Meydam (1821–1907), Oberbürgermeister und Ehrenbürger von Landsberg an der Warthe, Abgeordneter des Provinziallandtages
- Carl Teike (1864–1922), Marschkomponist (Alte Kameraden)
- Otto Gerloff (1876–1956), von 1917 bis 1941 Oberbürgermeister von Landsberg an der Warthe
- Kurt Benz (1889–1983), Zahnarzt, ab 1928 Ortsgruppen- und Kreisleiter der NSDAP in Landsberg an der Warthe
- Gottfried Benn (1886–1956), Dichter, während seiner Tätigkeit 1943–45 in einer Wehrmachtsdienststelle in Landsberg/Warthe arbeitet er dort am Roman Phänotyp und den Statischen Gedichten und lässt dort illegal Zweiundzwanzig Gedichte 1936–1943 drucken[27]
- Carl Heinrich Dencker (1900–1967), Direktor des Instituts für Landmaschinenwesen der Preußischen Landwirtschaftlichen Versuchs- und Forschungsanstalt von 1928 bis 1932
- Georg Segler (1906–1978), Agrarwissenschaftler, Landmaschinenkonstrukteur
- Alfreda „Noncia“ Markowska (1926–2021) war eine polnische Romni, die für die Rettung von etwa 50 Kindern und Jugendlichen mit jüdischem oder Sinti- und Roma-Hintergrund vor der Vernichtung durch die Nationalsozialisten ausgezeichnet wurde. Sie ist Ehrenbürgerin der Stadt.

## Politik

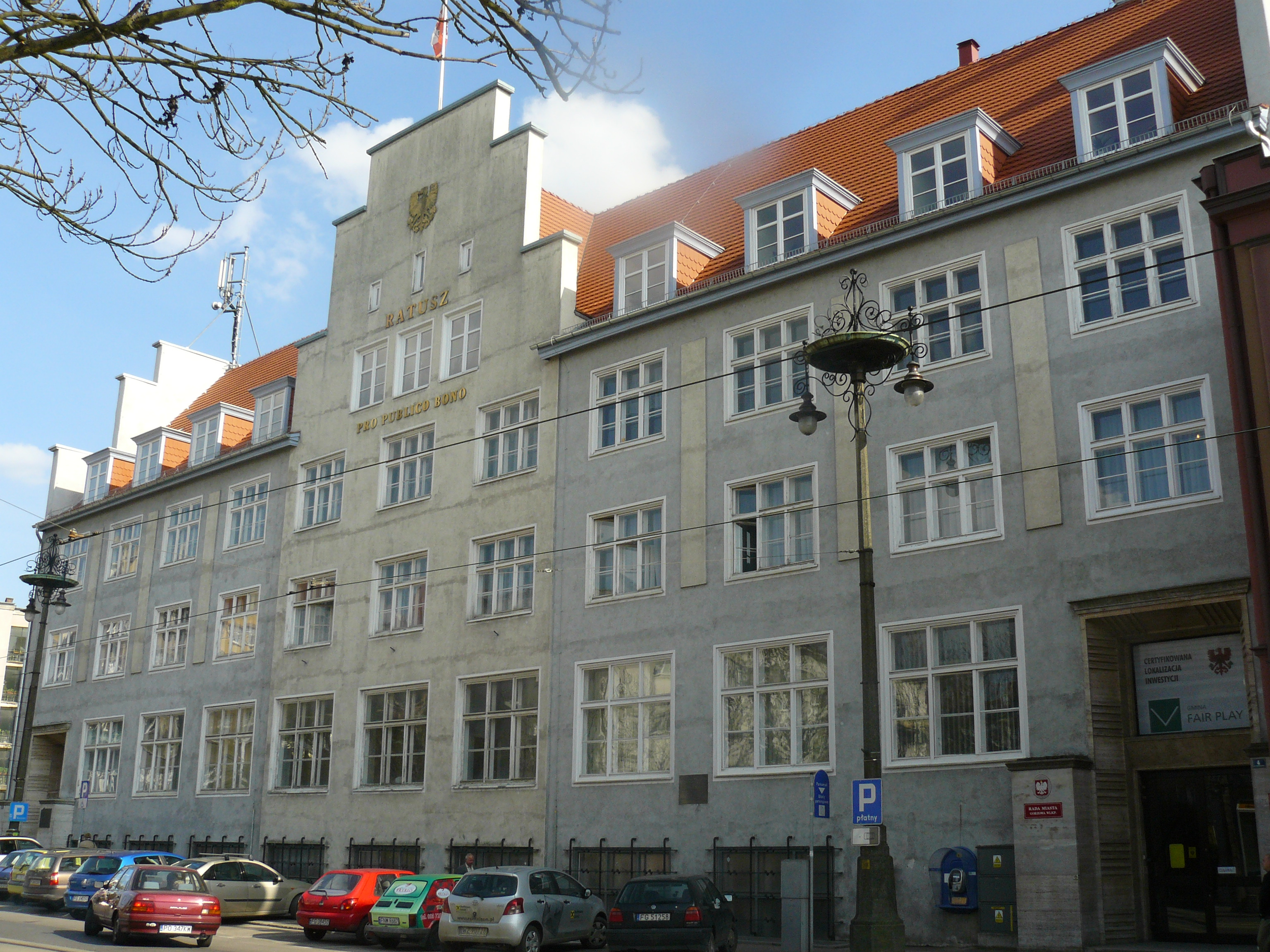
Rathaus

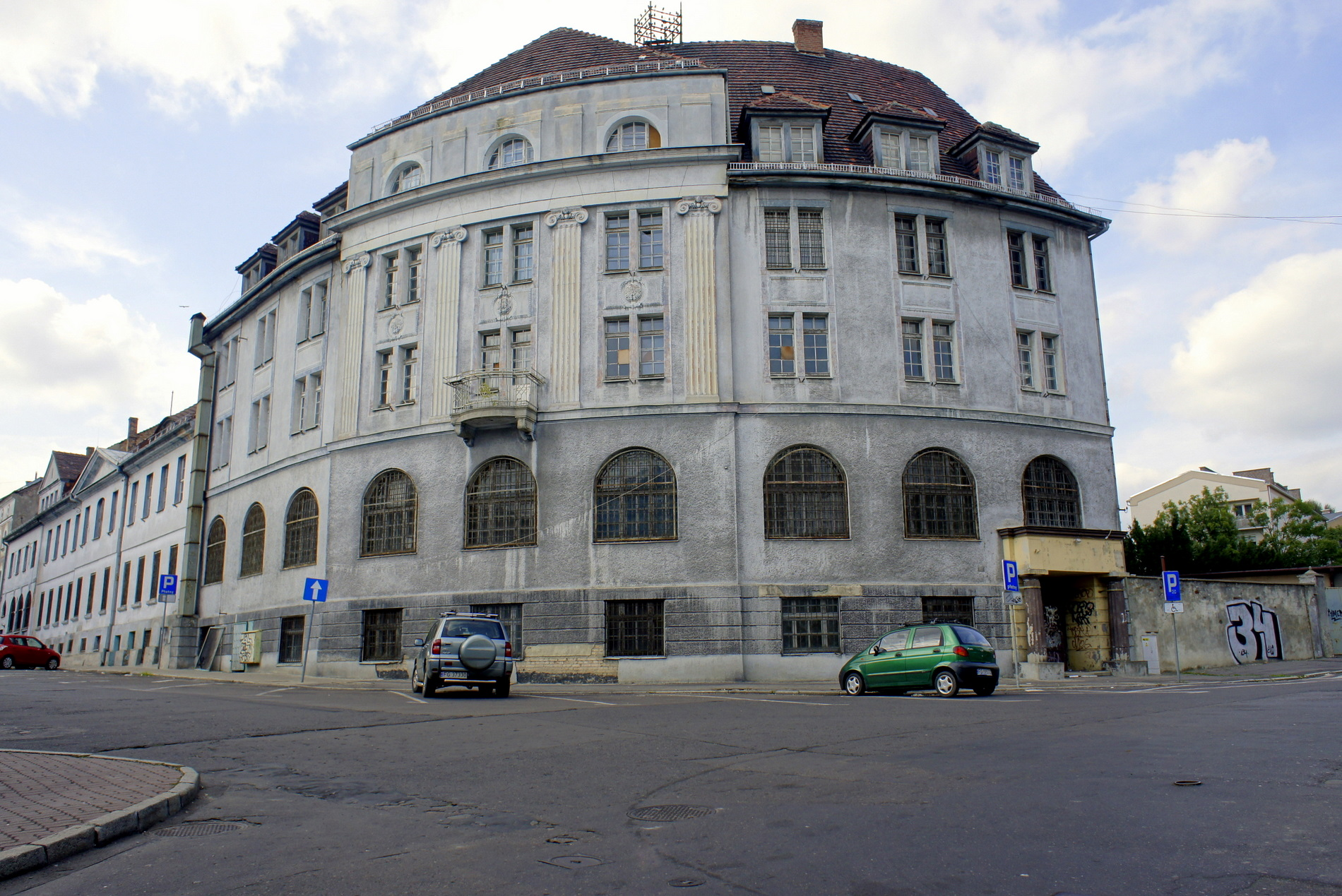
Altes Rathaus, erbaut 1923–1924

### Stadtpräsident
An der Spitze der Stadtverwaltung steht ein Stadtpräsident, der von der Bevölkerung direkt gewählt wird. Seit 2014 ist dies Jacek Wójcicki.
Bei der Wahl 2024 trat Wójcicki erneut mit seinem eigenen Wahlkomitee als Stadtpräsident an. Die Abstimmung brachte folgendes Ergebnis:
- Jacek Wójcicki (Wahlkomitee Jacek Wójcicki) 49,2 % der Stimmen
- Piotr Wilczewski (Koalicja Obywatelska) 22,2 % der Stimmen
- Roman Sondej (Prawo i Sprawiedliwość) 15,6 % der Stimmen
- Dariusz Bachalski (Lewica) 8,6 % der Stimmen
- Katharina Miczał (Wahlkomitee „Ihre Stadt Gorzów“) 4,4 % der Stimmen

Im daraufhin notwendigen zweiten Wahlgang wurde Amtsinhaber Wójcicki mit 61,2 % der Stimmen gegen Wilczewski wiedergewählt.
Bei der Wahl 2018 trat Wójcicki erneut mit seinem eigenen Wahlkomitee als Stadtpräsident an. Die Abstimmung brachte folgendes Ergebnis:
- Jacek Wójcicki (Wahlkomitee Jacek Wójcicki) 65,2 % der Stimmen
- Sebastian Pieńkowski (Prawo i Sprawiedliwość) 15,2 % der Stimmen
- Marta Bejnar-Bejnarowicz (Wahlkomitee „Wir lieben Gorzów“) 10,2 % der Stimmen
- Robert Surowiec (Koalicja Obywatelska) 8,5 % der Stimmen
- Übrige 0,9 % der Stimmen

Damit wurde Wójcicki bereits im ersten Wahlgang wiedergewählt.

Flagge der Stadt

### Stadtrat
Der Stadtrat besteht aus 25 Mitgliedern und wird direkt gewählt. Die Stadtratswahl 2018 führte zu folgendem Ergebnis:
- Koalicja Obywatelska (KO) 38,5 % der Stimmen, 13 Sitze
- Prawo i Sprawiedliwość (PiS) 21,6 % der Stimmen, 5 Sitze
- Wahlkomitee Jacek Wójcicki 16,7 % der Stimmen, 6 Sitze
- Trzecia Droga (TD) 9,3 % der Stimmen, 1 Sitz
- Wahlkomitee „Vereint für Gorzów“ 6,0 % der Stimmen, kein Sitz
- Lewica 5,9 % der Stimmen, 3 Sitze
- Wahlkomitee der „Ihre Stadt Gorzów“ 2,0 % der Stimmen, kein Sitz

Die Stadtratswahl 2018 führte zu folgendem Ergebnis:
- Wahlkomitee Jacek Wójcicki 31,8 % der Stimmen, 10 Sitze
- Koalicja Obywatelska (KO) 26,3 % der Stimmen, 7 Sitze
- Prawo i Sprawiedliwość (PiS) 23,7 % der Stimmen, 5 Sitze
- Wahlkomitee „Wir lieben Gorzów“ 14,4 % der Stimmen, 3 Sitze
- Wahlkomitee der „Anhänger von Gorzów“ 3,8 % der Stimmen, kein Sitz

### Städtepartnerschaften
Gorzów Wielkopolski listet sieben Partnerstädte auf:
- Frankfurt (Oder) (Deutschland), seit 1975
- Cava de’ Tirreni (Italien), seit 1992
- Herford (Deutschland), seit 1995
- Teramo (Italien), seit 1996
- Eberswalde (Deutschland), seit 2001
- Jönköping (Schweden), seit 2001
- Sumy (Ukraine), seit 2006